# Хелмут фон Молтке Млађи
Хелмут Јоханес Лудвиг фон Молтке (Биндорф, 25. мај 1848 — Берлин, 18. јун 1916) је био немачки генерал и начелник немачког генералштаба од 1906. до 1914.

## Биографија
Добио је име по свом стрицу Хелмуту фон Молтке Старијем, који је био фелдмаршал и херој ратова за уједињење Немачке. Током Француско-пруског рата Молтке се спомиње по храбрости. Од 1875. до 1878. похађао је војну академију, а члан генералштаба постаје 1880. Постао је лични ађутант своме стрицу, начелнику генералштаба Хелмуту фон Молтке Старијем. Када му је 1891. умро стриц постаје јако близак цару Вилхелму II. Касних 1890-их командовао је бригадом, затим дивизијом и коначно је постао генерал-потпуковник 1902. Заменик начелника генералштаба је постао 1904.

## Постаје начелник генералштаба
Када је гроф Алфред фон Шлифен пензионисан 1906. Хелмут фон Молтке је постао начелник генералштаба. Његово именовање за начелника је доста контроверзно. Постојали су други вероватнији кандидати: Карл фон Билов, Колмар фон дер Голц, Ханс фон Беселер. Критичари сматрају да је фон Молтке добио тај положај захваљујући презимену и добрим везама са кајзером Вилхелмом II. Историчари наводе да су Билов и Глоц били превише независни да би били прихватљиви кајзеру, а да је Беселер био превише близак са Шлифеном.

## Одговорност за планирање
Као начелник генералштаба Молтке је био одговоран за припрему и извршење стратешких планова немачке војске. Постоји дебата о природи тих планова. Један део критичара сматра да је Молтке преузео планове свога претходника (Шлифенов план), модификовао их, а да их није разумевао. Касније није успео да их исправно изврши почетком Првог светског рата, па је на тај начин упропастио немачке напоре. Шлифенов план је предвиђао рат на једном фронту против Француске и Енглеске. Цела немачка армија је требало да учествује у офанзиви на западу, при чему је тежиште напада било на десном крилу, које је требало да нападне кроз Белгију и Холандију, које су тада, а и 1914. биле неутралне. Молткеово планирање је било засновано на рату на два фронта, са Француском и са Русијом. План је предвиђао много веће снаге на Западу, које је требало да релативно брзо савладају Француску, да би се после тога окренуле рату са Русијом. Осим тога Молтке је намеравао да поштује холандску неутралност, јер би холандске луке могле бити корисне у случају британске поморске блокаде.

## Одговорност за битку на Марни
Молтке се бојао слабости на подручју Алзаса и могућности да Французи продру кроз немачко лево крило, ако има мало војске. То је иначе био део Шлифеновог плана, по коме се могло жртвовати мало немачке територије на кратак рок, да би се одлучно победила француска војска. Молтке није желео да рескира, па је повукао неколико дивизија са десног крила на лево крило. Тиме је смањио снагу и значај десног крила.
Током Прве битке на Марни Молткеово здравље је било нарушено, тако да га је Ерих фон Фалкенхајн наследио на месту начелника генералштаба. Не постоји јединствено мишљење да је Молтке одговоран за неуспех током Прве битке на Марни. Бројни историчари, а посебно Зубер и С. Л. А. Маршал сматрају да је много већи неуспех генерала Александра фон Клука и његове прве армије. Нису успели да задрже линије са Карл фон Биловом другом армијом, па су створили велику празнину између две армије близу Париза. Ту рупу су Французи искористили.
Друга група историчара сматра да је Молтке изгубио контролу још током августа, тако да није могао да реагује када се развила Прва битка на Марни. Када је Молтке изгубио ефективну контролу над командантима на терену, немачка оперативна доктрина је истицала личну иницијативу, много више од других армија.